# 瑞慶覧真弓
瑞慶覧 真弓（ずけらん まゆみ、1980年6月9日 - ）は、日本の女優。沖縄県出身。

## 出演

### テレビドラマ
- TBSテレビ「櫻井・有吉THE夜会」- 方言禁止記者会見司会
- TBSテレビ「Maybe 恋が聴こえる」
- 日本テレビ「癒やしのお隣さんには秘密がある」
- フジテレビ「この素晴らしき世界」
- テレビ東京「ブラックポストマン」
- 関西テレビ放送「転職の魔王様」
- テレビ朝日「ハヤブサ消防団」
- 日本テレビ「THE突破ファイル」
- 日本テレビ「ザ!世界仰天ニュース」